# Handoff
Handoff, Handover ou transferência, sendo o primeiro mais usado na Europa, é o procedimento empregado em redes sem fio para tratar a transição de uma unidade móvel (UM) de uma célula para outra de forma transparente ao utilizador. 
Por exemplo, se um veículo se desloca de uma célula de rádio para uma célula adjacente, a rede entrega a ligação em curso para a nova célula. Este processo é designado por handoff (entrega). A controladora da estação base (BSC) administra esta entrega da ligação ativa dentro da estação base transmissora/receptora (BTS) administrada pela controladora da estação base ou de uma controladora da estação base a outra controladora da estação base, que controla uma estação base transmissora/receptora vizinha. 
Handoff é um elemento essencial de comunicações celulares. Algoritmos de handoff eficientes são um modo rentável de aumentar a capacidade e QoS de sistemas celulares.